# Aberdeen angus
Aberdeen angus es una raza bovina conocida por ser criada para el consumo de su carne. Es autóctona de Reino Unido.

## Morfología
Es de tamaño mediano. Existen dos variedades cuyo pelaje es de color negro o colorado. El color en el animal es homogéneo. Esta raza no tiene cuernos, lo que es una característica interesante para los criadores. El cuello es largo y fino en la hembra, mientras que en el macho presenta mayor prominencia. Tienen orejas medianas y hacia arriba. Su principal característica es la calidad de su carne que la hace reconocida en el mundo entero.
El peso medio de las vacas varía entre 500 y 600 kilogramos, oscilando entre 800 y 1000 kilogramos en el caso de los machos. Al nacer, las crías pesan entre 25 y 33 kilogramos aproximadamente.
De la cruza de esta raza con genética de cebú se obtiene un híbrido, denominado Brangus.

## Historia de la raza

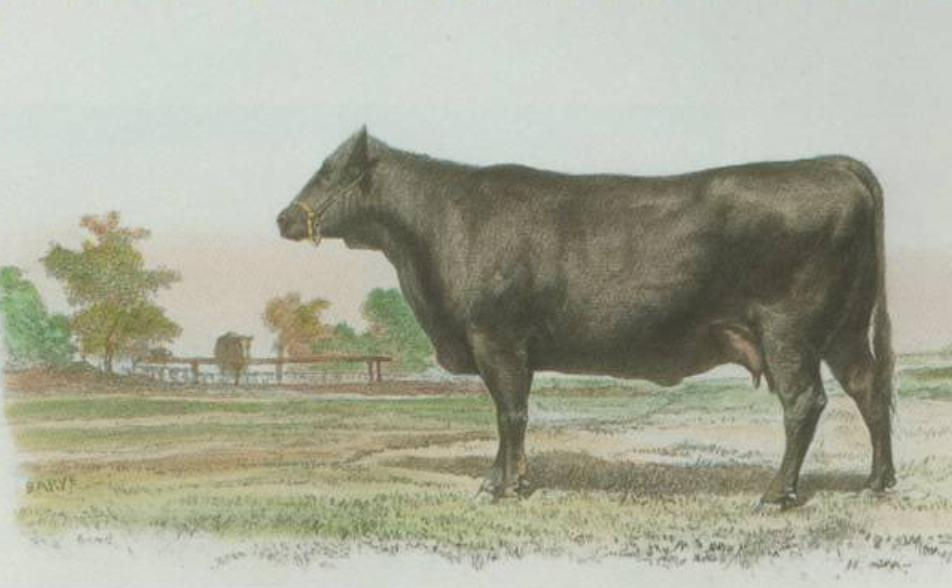
Grabado de la raza hecho de 1856 por Antoine-Louis Barye.

La raza es originaria de Escocia en las regiones de Aberdeenshire y Angus, anteriormente conocida como Forfashire. Por algún tiempo antes de los años 1800 al ganado sin cuernos de Aberdeenshire y Angus se le llamaba Angus doddies. Hugh Watson podría considerarse el fundador de la raza, y fue pionero en seleccionar los mejores animales negros y machos, para reproducción. Su toro favorito fue Old Jack [126], nacido en 1842 y registrado como Grey-Breasted Jack. Al 'Old Jack' se le adjudicó el número "1" en el Libro de Genealogía Escocesa (Scotch Herd Book), al fundarse. Otro de los notables toros de Watson fue: Old Granny [125] nacido en 1824, que habría vivido 35 años y producido 29 terneros. Una vasta mayoría de Angus vivos tiene trazas de esos pedigrees desde esos dos animales.
En 1878 fue exportada con éxito a Estados Unidos y otros países.

## Distribución

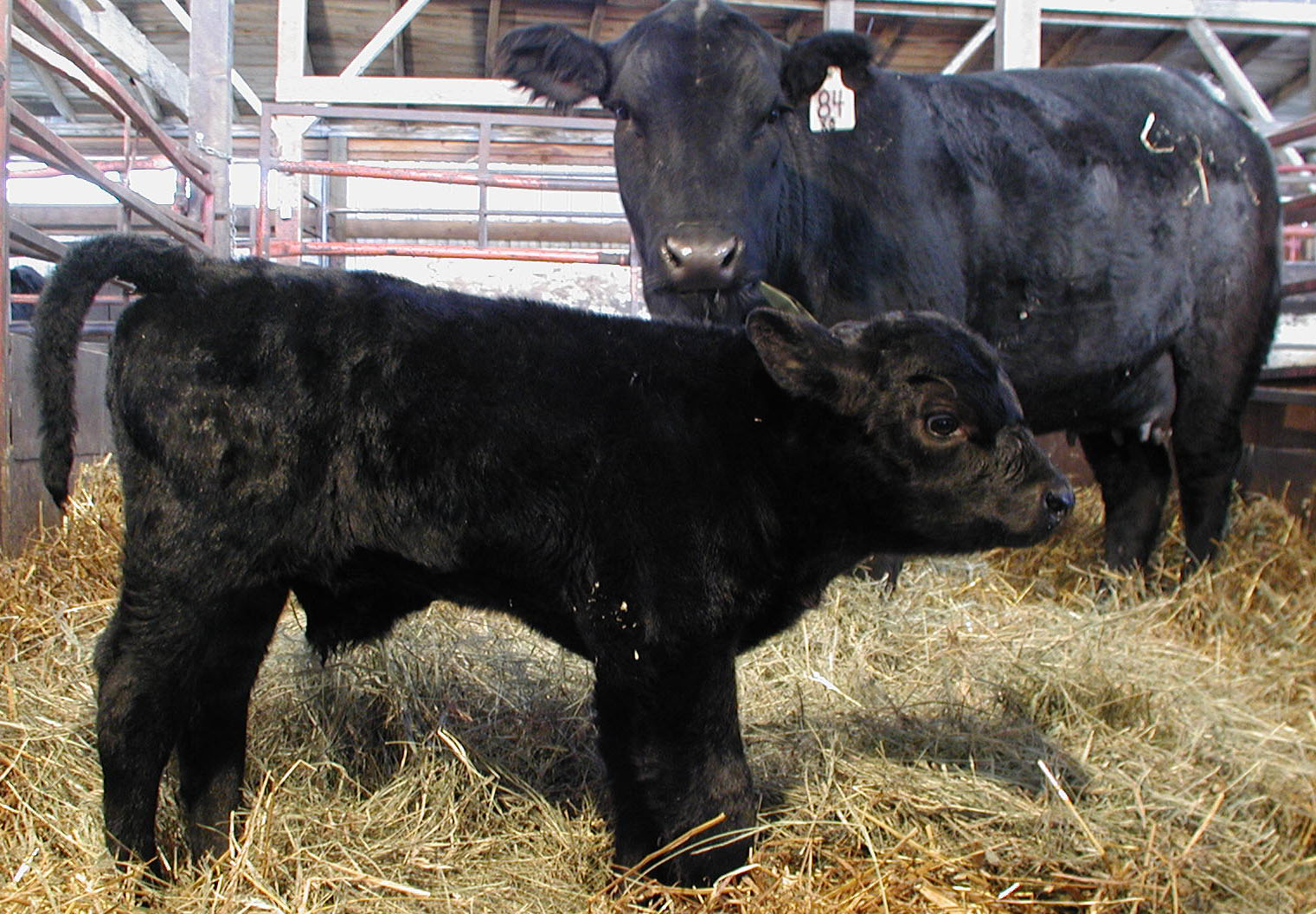
Ternero de angus con su madre.

Aberdeen-Angus es el nombre de origen de la progenie desarrollada en Escocia, y sigue usándose en Argentina, Chile y Uruguay. En Estados Unidos se conoce como angus o angus negro.  
Es la raza más popular en Estados Unidos, con 324 266 animales de pedigrí registrados en 2005. También es la raza más difundida en Argentina, con más de 30 millones de animales con sangre Angus, ya sean puros o cruzados.
Según lo indica el Tomo VI del Herd Book de las razas Angus (Aberdeen o Polled) del Reino Unido, en el año 1879 fueron importados a la Argentina los primeros tres ejemplares de la raza Aberdeen, siendo ellos un toro y dos vaquillonas. El toro fue el ejemplar llamado "Virtuoso 1626", nacido el 19 de abril de 1878 y criado por el Coronel Ferguson. En tanto que las vaquillonas fueron la ejemplar llamada "Aunt Lee (léase al español como 'Tía Lee') 4697", nacida el 31 de enero de 1878 y criada por J. James, y la ejemplar "Cinderella 4968", nacida el 23 de abril de 1878 y criada por R. Walker; estos tres ejemplares fueron importados en el año 1879 para la estancia "Charles" del señor Carlos Guerrero, ubicada en la localidad de Juancho, Partido de General Madariaga, Provincia de Buenos Aires.